# حصار الكرك
وقع حصار الكرك في 1183، عندما هاجمت قوات صلاح الدين الأيوبي الصليبيين في معقلهم بقلعة الكرك.

## خلفية المعركة
كانت الكرك معقل رينالد دي شاتيون، صاحب لوردية ما وراء الأردن، على بعد 124 كم جنوب عمان. شيد باغان الخادم [الإنجليزية]، صاحب الشوبك، القلعة في 1142. إبان حكم رينالد، وُقعت العديد من الهدنات بين الدول الصليبية والإسلامية في الأرض المقدسة، ولم يتردد رينالد في نقض أي منها. أغار رينالد على القوافل التي كانت تتاجر بالقرب من قلعة الكرك لسنوات. كانت غارة رينالد الأكثر جرأة هي الحملة البحرية عبر البحر الأحمر على مكة والمدينة في 1182. حيث استمر في نهب ساحل البحر الأحمر وهدد طرق الحجاج إلى مكة في ربيع 1183. واستولى على مدينة العقبة، مما منحه قاعدة عمليات ضد مكة أقدس مدن المسلمين. هنا قرر صلاح الدين، قائد قوات المسلمين السني، أن تكون قلعة الكرك هدفاً مثالياً لهجوم المسلمين، خاصة وأنها تشكل عائقاً على الطريق من مصر إلى دمشق.

## الحصار والنجدة
أرسل صلاح الدين العادل لحصار الكرك، وقد سعى المسلمون للاستيلاء على الكرك عدة سنوات، لكنهم وقتها كانوا قد استنفذوا دفاعاتها إلى حد الانهيار. كانت هناك خطط منذ فترة طويلة لإيزابيلا، أخت بلدوين غير الشقيقة، للزواج من ابن ربيب رينالد في خريف 1183. وعندما علم صلاح الدين بهذا الأمر، جهز للحصار جيشه الكبير وثمانية مراجم حصار.
```
كان هناك زواج ملكي داخل القلعة. فقد كان 
همفري الرابع أمير تورون
، ابن ربيب رينالد ووريثه، يطلب يد إيزابيلا ملكة أورشليم، الأخت غير الشقيقة للملك. في البداية، أُحضر رسل الصليبيين طعام العرس إلى صلاح الدين، فنهى الجنود عن رمي البرج الذي يُقام فيه حفل الزفاف. ربما رداً على المجاملة، أو لأنه لم يرغب في إيذاء أغلى رهينتين. وبحسب رواية صليبية خيالية للمؤرخ 
إرنول
 
[الإنجليزية]
، فإن «إيتينيت أو 
ستيفاني دي ميلي
 
[الإنجليزية]
، والدة العريس الشاب، أرسلت إلى صلاح الدين هدية من الخبز واللحم والنبيذ، مع رسالة تحيه فيها وتذكره أنه كان ذات يوم أسيراً في الكرك خلال شبابه وكان يحملها، كعبد عندما كان غلاماً، بين ذراعيه.» تأثر صلاح الدين بالرسالة وأمر جيشه بعدم مهاجمة هذا البرج تحديداً.
[
5
]
 تمكن الرسل من الهروب من المدينة وإبلاغ الملك بلدوين الرابع الذي كان في 
القدس
 في ذلك الوقت. وفي الأيام التالية، ضربت القوات الإسلامية أسوار الكرك بقوة. مع إلقاء الحجارة والقذائف باستمرار، مما تسبب في أضرار بالمباني من الداخل.
```

سار بلدوين على الفور مع قوة نجدة برفقة الوصي عليه ريموند الثالث كونت طرابلس. وأٌضيئت منارة على الفور على برج داود في القدس كإشارة إلى أن النجدة في الطريق لتخفيف الحصار. كان إصرار بلدوين على إحباط محاولة صلاح الدين عظيماً، على الرغم من معاناته من الجذام منذ الطفولة، لدرجة قيادته بنفسه، برغم من أنه كان لا بد من حمله على نقالة. لكن الملك بلدوين وضع الجيش تحت إمرة ريموند كونت طرابلس نظراً لفقدانه البصر. ومع ذلك، كان صلاح الدين قد رفع الحصار قبل وصول الصليبيين، معتقداً أنهم أحدثوا ما يكفي من الضرر.

## النتائج

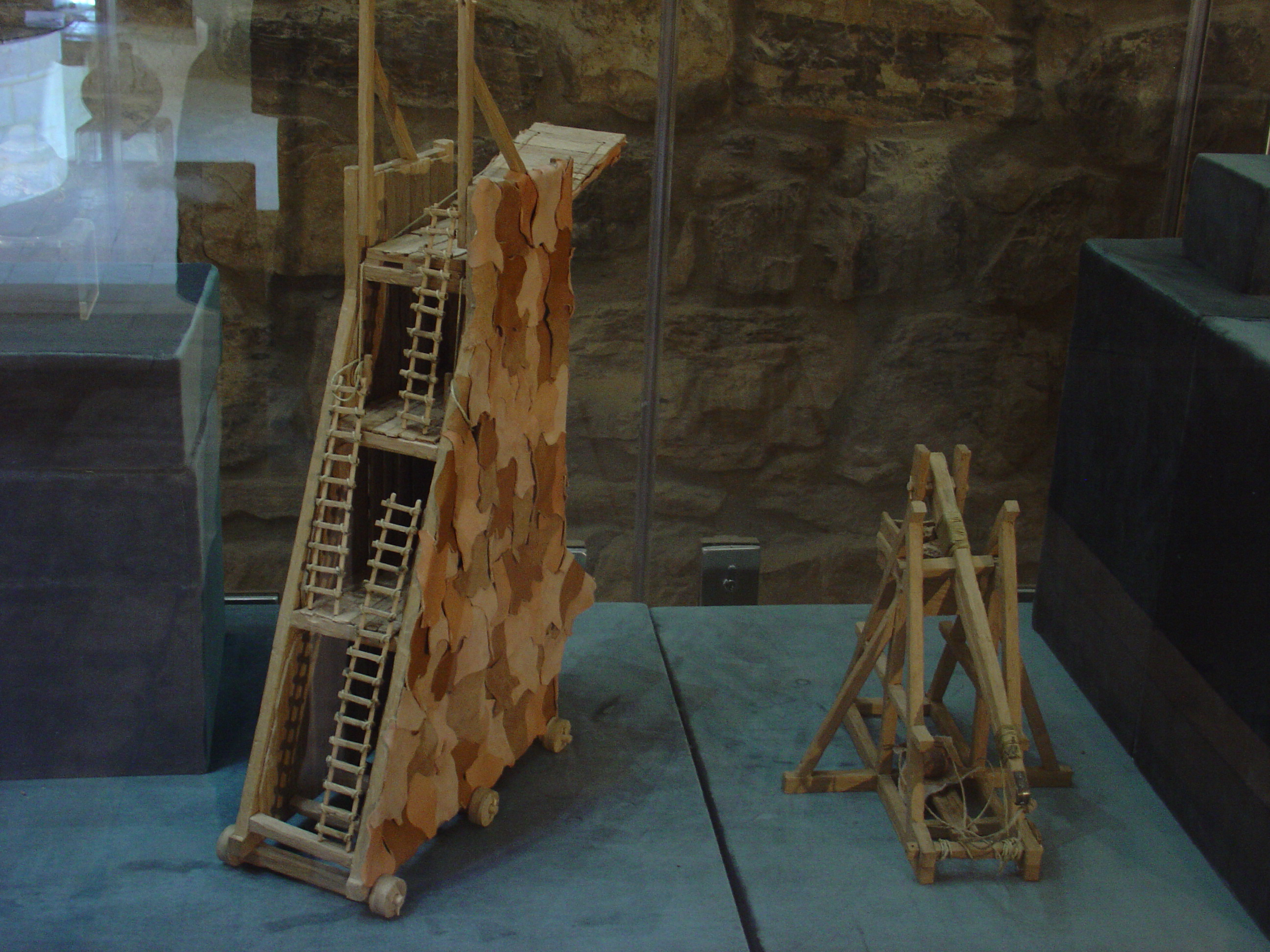
مجسمات لمعدات الحصار المستخدمة خلال حصار الكرك في متحف قلعة الكرك

تقدم صلاح الدين عبر عمان في الربيع التالي من 1184، وهاجم الكرك مرة أخرى في 13 أغسطس. وصلت النجدات مجدداً لإنقاذ الكرك بعد ثلاثة أسابيع من مهاجمة جيش صلاح الدين الأيوبي للأسوار بمعداته. ظلت الكرك معقلاً صليبياً ورمزاً لتوغل الفرنجة في المنطقة حتى سقوطها في أيدي المسلمين في 1188. كانت المرة التالية التي اضطر فيها الصليبيون إلى مواجهة حصار كبير، على أسوار القدس نفسها.

## في الأعمال الخيالية
يضم فيلم ملكوت السماء، حيث يلعب أورلاندو بلوم دور باليان ويلعب غسان مسعود دور صلاح الدين، مشهداً خيالياً عن الحصار. يظهر في الفيلم، اشتباك الفرسان تحت قيادة باليان مع الأيوبيين عند اقترابهم من الكرك، لحين تمكن العامة العُزل من التراجع إلى قلعة رينالد. كما أظهر الفيلم عدم وقوع الحصار، بل أن الملك بلدوين الرابع وصلاح الدين كانا يتفاوضان على التسوية. ثم يعاقب بلدوين رينالد لخرقه المعاهدة (مع صلاح الدين الأيوبي) بمهاجمة قافلة مسلمة.
هناك أيضاً موسيقى تصويرية باسم «حصار الكرك» في لعبة ملوك الصليبية 2.
يلعب الحصار دوراً مهماً في ذروة أحداث «حصار السلطان»، الكتاب الأول من سلسلة تل تايم، حيث يحاول الأبطال العثور على بعضهم البعض وسط فوضى الهجوم على قلعة الكرك.

### فهرس المراجع
1. ↑  The Life of Saladin Behaudin Tekstualno نسخة محفوظة 2016-03-05 على موقع واي باك مشين.
2. ↑  Stevenson 1907، صفحة 234.
3. ↑  Stevenson 1907، صفحة 235.
4. 1 2  "Kerak, Jordan". www.atlastours.net. مؤرشف من الأصل في 2000-10-12. اطلع عليه بتاريخ 2016-02-20.
5. 1 2 3 4  Newsbold، D. (1945). "THE CRUSADERS IN THE RED SEA AND THE SUDAN". University of Khartoum. ج. 26: 213–227 – عبر JSTOR.
6. ↑  "In 1183, a Muslim Military Leader Refused to Attack this Castle For a Very Strange Reason". HistoryCollection.co (بالإنجليزية الأمريكية). 17 May 2017. Archived from the original on 2022-04-21. Retrieved 2020-05-01.
7. ↑  John Richard,Cambridge University Press.The Crusades C.1071-C.1291,Page 197
8. ↑  
Şeşen، Ramazan. Selahaddin Eyyübi ve dönemi. ص. 122-123. مؤرشف من الأصل في 2023-08-18.
9. ↑  "Kerak, Jordan". www.atlastours.net. مؤرشف من الأصل في 2023-05-20. اطلع عليه بتاريخ 2016-02-20.
10. ↑  "The Siege of Kerak: Saladin's troops would not attack the castle tower in which a wedding was taking place". The Vintage News (بالإنجليزية). 10 May 2017. Archived from the original on 2023-06-04. Retrieved 2020-05-01.
11. ↑  "Crusader Kings II Wiki". ck2.paradoxwikis.com. مؤرشف من الأصل في 2023-09-14. اطلع عليه بتاريخ 2020-05-01.
12. ↑  "Til Time: The Sultan's Siege - Google Books". www.google.com.au. مؤرشف من الأصل في 2023-10-01. اطلع عليه بتاريخ 2023-09-21.

### المعلومات الكاملة للمراجع
- Smail, R. C. Crusading Warfare 1097–1193. New York: Barnes & Noble Books, (1956) 1995. (ردمك 1-56619-769-4)
- Stevenson، W (1907). The Crusaders in the East: a brief history of the wars of Islam with the Latins in Syria during the twelfth and thirteenth centuries. مطبعة جامعة كامبريدج.
- "Crusader Kings II Wiki". ck2.paradoxwikis.com. مؤرشف من الأصل في 2023-09-14. اطلع عليه بتاريخ 2020-05-01.
- "The Siege of Kerak: Saladin's troops would not attack the castle tower in which a wedding was taking place". The Vintage News (بالإنجليزية). 10 May 2017. Archived from the original on 2023-06-04. Retrieved 2020-05-01.
- Newsbold، D. (1945). "THE CRUSADERS IN THE RED SEA AND THE SUDAN". University of Khartoum. ج. 26: 213–227 – عبر JSTOR.
- "In 1183, a Muslim Military Leader Refused to Attack this Castle For a Very Strange Reason". HistoryCollection.co (بالإنجليزية الأمريكية). 17 May 2017. Archived from the original on 2022-04-21. Retrieved 2020-05-01.
- "Kerak, Jordan". www.atlastours.net. مؤرشف من الأصل في 2023-05-20. اطلع عليه بتاريخ 2016-02-20.